# Morti nel 1849
| Questa pagina contiene informazioni ricavate automaticamente dalle voci biografiche con l'ausilio del template Bio e di un bot. L'aggiornamento è periodico e automatico e ricostruisce completamente la pagina. Se manca una persona in questa lista, sei pregato di non aggiungerla, ma accertati piuttosto che la sua voce biografica contenga il template Bio e che i dati anagrafici siano correttamente compilati. Se il template Bio manca, inseriscilo tu stesso o, in alternativa, metti l'avviso {{tmp\|Bio}} che ne segnala la mancanza. Se i dati riportati sono sbagliati, correggi direttamente la voce biografica; le modifiche saranno visibili in questa lista entro pochi giorni. Per chiarimenti vedi il progetto biografie. La lista contiene solo le 269 persone che sono citate nell'enciclopedia e per le quali è stato implementato correttamente il template Bio. Pagina aggiornata al 10 ago 2025. |

## Gennaio(21)
- 1º gennaio - George Eden, I conte di Auckland, politico inglese (n. 1784)
- 5 gennaio - Serafino Dell'Uomo, patriota italiano (n. 1817)
- 6 gennaio - Gaspare Capone, giurista italiano (n. 1767)
- 6 gennaio - Hartley Coleridge, poeta, biografo e saggista inglese (n. 1796)
- 6 gennaio - Johann Caspar von Orelli, filologo classico svizzero (n. 1787)
- 7 gennaio - Giuseppe Sacchini, generale italiano (n. 1778)
- 9 gennaio - David Pièrre Giottino Humbert de Superville, pittore, incisore e scrittore olandese (n. 1770)
- 9 gennaio - José Machain, militare paraguaiano (n. 1778)
- 10 gennaio - Charles Chetwynd-Talbot, II conte Talbot, politico inglese (n. 1777)
- 11 gennaio - Louis-Nicolas Lemercier, politico e magistrato francese (n. 1755)
- 13 gennaio - John Pennycuick, militare britannico (n. 1789)
- 13 gennaio - Francisco Ramón Vicuña, politico cileno (n. 1775)
- 22 gennaio - Giacomo Giovanetti, avvocato e politico italiano (n. 1787)
- 23 gennaio - Marie-François Auguste de Caffarelli du Falga, generale francese (n. 1766)
- 23 gennaio - Cesare Romagnano di Virle, nobile italiano (n. 1783)
- 24 gennaio - Leopold Trattinnick, botanico e micologo austriaco (n. 1764)
- 25 gennaio - Elias Parish Alvars, arpista e compositore britannico (n. 1808)
- 25 gennaio - Filippo Paulucci, generale italiano (n. 1779)
- 28 gennaio - Marc-Étienne de Beauvau-Craon, nobile e politico francese (n. 1773)
- 30 gennaio - Peter de Wint, pittore inglese (n. 1784)
- 31 gennaio - Johann von Gott Fröhlich, filologo classico e educatore tedesco (n. 1780)

## Febbraio(15)
- 2 febbraio - Mullā Ḥusaīn, iraniano (n. 1813)
- 4 febbraio - Franz Xaver Gabelsberger, inventore tedesco (n. 1789)
- 4 febbraio - Giovanni Battista Sales, burattinaio italiano (n. 1773)
- 8 febbraio - François-Antoine Habeneck, violinista, direttore d'orchestra e compositore francese (n. 1781)
- 8 febbraio - France Prešeren, poeta sloveno (n. 1800)
- 11 febbraio - Luigi Ademollo, pittore italiano (n. 1764)
- 14 febbraio - Benoît Gonod, insegnante, bibliotecario e inventore francese (n. 1792)
- 15 febbraio - Paolo Racchia, politico italiano (n. 1792)
- 15 febbraio - Pierre François Verhulst, matematico e statistico belga (n. 1804)
- 16 febbraio - August Carl Joseph Corda, botanico ceco (n. 1809)
- 16 febbraio - Giovanni Battista Rossi, vescovo cattolico italiano (n. 1777)
- 17 febbraio - Valdemaro di Prussia, nobile e militare prussiano (n. 1817)
- 18 febbraio - Thomas Walsh, vescovo cattolico britannico (n. 1777)
- 21 febbraio - Andrea Lombardi, storico e politico italiano (n. 1785)
- 28 febbraio - Regina Josepha von Siebold, medica tedesca (n. 1771)

## Marzo(28)
- 1º marzo - Ekaterina Semёnovna Semёnova, attrice teatrale russa (n. 1786)
- 4 marzo - Pietro Ostini, cardinale e arcivescovo cattolico italiano (n. 1775)
- 5 marzo - Mary Mason Lyon, educatrice statunitense (n. 1797)
- 5 marzo - Alois Josef Schrenk, nobile e arcivescovo cattolico ceco (n. 1802)
- 7 marzo - Luigi Coardi Bagnasco di Carpeneto, politico italiano (n. 1779)
- 11 marzo - Maria Cristina di Borbone-Due Sicilie, principessa italiana (n. 1779)
- 12 marzo - Alessandro Sanquirico, scenografo, architetto e pittore italiano (n. 1777)
- 14 marzo - Matteo Lovatti, architetto italiano (n. 1769)
- 14 marzo - Carlo Testi, politico e nobile italiano (n. 1763)
- 14 marzo - Ellen Sharples, pittrice britannica (n. 1769)
- 14 marzo - William "Old Bill" Williams, esploratore statunitense (n. 1787)
- 15 marzo - Giuseppe Gasparo Mezzofanti, cardinale, linguista e filologo italiano (n. 1774)
- 15 marzo - Francesco Saverio Verson, medico italiano (n. 1804)
- 16 marzo - Pasquale Massacra, pittore italiano (n. 1819)
- 17 marzo - Guglielmo II dei Paesi Bassi, re (n. 1792)
- 19 marzo - James Justinian Morier, scrittore e diplomatico britannico (n. 1780)
- 19 marzo - Franz Xaver Niemetschek, filosofo e critico musicale boemo (n. 1766)
- 20 marzo - Marie Dorval, attrice teatrale francese (n. 1798)
- 23 marzo - Giuseppe Passalacqua, generale italiano (n. 1794)
- 23 marzo - Antonio Pilon, patriota italiano
- 23 marzo - Andrés Manuel del Río, scienziato, chimico e geologo messicano (n. 1764)
- 24 marzo - Johann Wolfgang Döbereiner, chimico tedesco (n. 1780)
- 27 marzo - Archibald Acheson, II conte di Gosford, politico irlandese (n. 1776)
- 27 marzo - Mauro Rusconi, medico e naturalista italiano (n. 1776)
- 28 marzo - Stephan Ladislaus Endlicher, botanico, numismatico e orientalista austriaco (n. 1804)
- 29 marzo - Ettore Perrone di San Martino, nobile, politico e generale italiano (n. 1789)
- 30 marzo - Marietta Albini, soprano italiano (n. 1807)
- 30 marzo - Felice Merlo, politico italiano (n. 1792)

## Aprile(20)
- 1º aprile - Lodovico Pavoni, presbitero italiano (n. 1784)
- 3 aprile - Juliusz Słowacki, poeta polacco (n. 1809)
- 6 aprile - Vincenzo Dalberti, presbitero e politico svizzero (n. 1763)
- 6 aprile - Jan Svatopluk Presl, botanico ceco (n. 1791)
- 8 aprile - Otto von Wolframsdorf, architetto tedesco (n. 1803)
- 9 aprile - Carlo Cairoli, medico e chirurgo italiano (n. 1777)
- 10 aprile - Carlo Ottavio Castiglioni, filologo, orientalista e numismatico italiano (n. 1784)
- 10 aprile - Jacopo Tasso, patriota italiano (n. 1808)
- 11 aprile - Andrea Brenta, patriota e condottiero italiano (n. 1813)
- 13 aprile - Pasquale Borrelli, giurista e filosofo italiano (n. 1782)
- 13 aprile - Théophile Marion Dumersan, drammaturgo e numismatico francese (n. 1780)
- 14 aprile - Ján Hollý, presbitero, poeta e traduttore slovacco (n. 1785)
- 16 aprile - Johan Nugent, generale austriaco (n. 1796)
- 18 aprile - Carlo Rossi, architetto e urbanista italiano (n. 1775)
- 20 aprile - Vincenzo di Bartolo, navigatore italiano (n. 1802)
- 22 aprile - Gian Carlo Brignole, politico italiano (n. 1761)
- 23 aprile - Carlo Conti, matematico italiano (n. 1802)
- 26 aprile - Isabella Roncioni, nobile italiana (n. 1781)
- 28 aprile - René Primevère Lesson, naturalista francese (n. 1794)
- 30 aprile - Aniello Criscuolo, poeta e militare italiano (n. 1827)

## Maggio(23)
- 1º maggio - Giuseppe Boretti, architetto e imprenditore italiano (n. 1746)
- 2 maggio - David Hendrik Chassé, generale olandese (n. 1765)
- 2 maggio - Paolo Narducci, patriota italiano (n. 1829)
- 4 maggio - Alessandro De Stefanis, militare italiano (n. 1826)
- 5 maggio - Tommaso Bandini, scultore italiano (n. 1807)
- 5 maggio - Vicente Salvá, grammatico e editore spagnolo (n. 1786)
- 6 maggio - Angelo Zendrini, matematico italiano (n. 1763)
- 7 maggio - William Jenkins Worth, generale statunitense (n. 1794)
- 8 maggio - Jean-Louis-Auguste Loiseleur Deslongchamps, medico e botanico francese (n. 1774)
- 8 maggio - Marco Aurelio Marliani, musicista, compositore e patriota italiano (n. 1805)
- 10 maggio - Katsushika Hokusai, pittore e incisore giapponese (n. 1760)
- 11 maggio - Juliette Récamier, scrittrice francese (n. 1777)
- 11 maggio - Carl Otto Nicolai, compositore e direttore d'orchestra tedesco (n. 1810)
- 14 maggio - Enrico Bartelloni, patriota italiano (n. 1808)
- 17 maggio - Giosuè Sangiovanni, zoologo italiano (n. 1775)
- 22 maggio - Maria Edgeworth, scrittrice britannica (n. 1767)
- 22 maggio - Gerolamo Ramorino, generale italiano (n. 1792)
- 25 maggio - Benjamin D'Urban, politico e militare britannico (n. 1777)
- 25 maggio - Karl Heinrich Venturini, teologo tedesco (n. 1768)
- 26 maggio - Giovanni Amoretti, incisore italiano (n. 1764)
- 27 maggio - William Beauclerk, IX duca di St. Albans, nobile inglese (n. 1801)
- 28 maggio - Giovanni Battista Bertini, vetraio e restauratore italiano (n. 1799)
- 28 maggio - Anne Brontë, scrittrice britannica (n. 1820)

## Giugno(31)
- 1º giugno - Maria Elisabetta in Baviera, principessa tedesca (n. 1784)
- 2 giugno - Pakubuwono VI, sovrano indonesiano (n. 1807)
- 3 giugno - Enrico Dandolo, patriota italiano (n. 1827)
- 3 giugno - Francesco Daverio, patriota italiano (n. 1815)
- 3 giugno - Tommaso Pasquale Gizzi, cardinale e arcivescovo cattolico italiano (n. 1787)
- 3 giugno - Angelo Masina, militare e patriota italiano (n. 1815)
- 4 giugno - Marguerite di Blessington, scrittrice irlandese (n. 1789)
- 4 giugno - Pietro Scalcerle, patriota italiano (n. 1830)
- 6 giugno - Edmund P. Gaines, generale statunitense (n. 1777)
- 8 giugno - Bianca Milesi, patriota, scrittrice e pittrice italiana (n. 1790)
- 10 giugno - Alois von Beckh-Widmanstätten, tipografo e scienziato austriaco (n. 1754)
- 10 giugno - Thomas Robert Bugeaud, generale francese (n. 1784)
- 10 giugno - Friedrich Kalkbrenner, pianista e compositore tedesco (n. 1785)
- 12 giugno - Angelica Catalani, soprano italiano (n. 1780)
- 12 giugno - Giovanni Gervasoni, militare italiano (n. 1816)
- 13 giugno - Colomba Antonietti, patriota italiana (n. 1826)
- 13 giugno - Fratelli Archibugi, patriota italiano (n. 1828)
- 13 giugno - Davide Banderali, tenore italiano (n. 1789)
- 13 giugno - Cesare Scarinci, ufficiale e patriota italiano (n. 1828)
- 15 giugno - James Knox Polk, politico statunitense (n. 1795)
- 16 giugno - Wilhelm Martin Leberecht de Wette, teologo e biblista tedesco (n. 1780)
- 20 giugno - James Clarence Mangan, poeta irlandese (n. 1803)
- 22 giugno - Carlo Rocco, matematico italiano (n. 1799)
- 23 giugno - Andrea Ferrari, generale italiano (n. 1770)
- 25 giugno - Gabriel Laviron, pittore, critico d'arte e rivoluzionario francese (n. 1806)
- 25 giugno - Karl Gottlob Zumpt, filologo classico e latinista tedesco (n. 1792)
- 27 giugno - Lorenzo Bucci, patriota italiano (n. 1819)
- 27 giugno - Cesare Rosaroll, militare e patriota italiano (n. 1809)
- 30 giugno - Andrea Aguyar, militare uruguaiano
- 30 giugno - Luciano Manara, patriota italiano (n. 1825)
- 30 giugno - Emilio Morosini, patriota italiano (n. 1830)

## Luglio(14)
- 3 luglio - Anthony Todd Thomson, medico scozzese (n. 1778)
- 5 luglio - Pietro Pietramellara, militare e patriota italiano (n. 1804)
- 6 luglio - Goffredo Mameli, poeta e patriota italiano (n. 1827)
- 6 luglio - Olaf Rye, militare norvegese (n. 1791)
- 10 luglio - Ramond de la Croisette, drammaturgo francese (n. 1796)
- 10 luglio - Aleksandra Aleksandrovna Romanova, nobile russa (n. 1842)
- 12 luglio - Dolley Payne Todd Madison, first lady statunitense (n. 1768)
- 14 luglio - François Prume, violinista belga (n. 1816)
- 21 luglio - Pierre Villiers, scrittore francese (n. 1760)
- 25 luglio - Antonio Elia, marinaio e patriota italiano (n. 1803)
- 26 luglio - Gabriele Pepe, militare, patriota e letterato italiano (n. 1779)
- 28 luglio - Carlo Alberto di Savoia, sovrano (n. 1798)
- 28 luglio - Gabriel Jean Joseph Molitor, generale francese (n. 1770)
- 31 luglio - Sándor Petőfi, poeta e patriota ungherese (n. 1823)

## Agosto(19)
- 2 agosto - Mehmet Ali, condottiero e politico ottomano (n. 1769)
- 3 agosto - Constance-Marie Charpentier, pittrice francese (n. 1767)
- 4 agosto - Anita Garibaldi, rivoluzionaria brasiliana (n. 1821)
- 8 agosto - Ugo Bassi, presbitero e patriota italiano (n. 1801)
- 8 agosto - Giovanni Livraghi, patriota italiano (n. 1807)
- 10 agosto - Angelo Brunetti, patriota italiano (n. 1800)
- 12 agosto - Albert Gallatin, politico e diplomatico statunitense (n. 1761)
- 14 agosto - Haden Edwards, statunitense (n. 1771)
- 14 agosto - Gabriel Peignot, bibliografo francese (n. 1767)
- 20 agosto - Pavel Vasil'evič Čičagov, generale e ammiraglio russo (n. 1767)
- 20 agosto - David Ogilvy, IX conte di Airlie, nobile e ufficiale scozzese (n. 1785)
- 21 agosto - Moritz Michael Daffinger, pittore e miniatore austriaco (n. 1790)
- 22 agosto - João Maria Ferreira do Amaral, militare e politico portoghese (n. 1803)
- 25 agosto - Adele Schopenhauer, scrittrice, poetessa e artista tedesca (n. 1797)
- 26 agosto - Jacques Féréol Mazas, violinista francese (n. 1782)
- 27 agosto - Domenico della Madre di Dio, religioso italiano (n. 1792)
- 28 agosto - Giovanni Carlo Bevilacqua, pittore italiano (n. 1775)
- 31 agosto - Giovita Lazzarini, patriota e politico italiano (n. 1813)
- 31 agosto - Lizinska de Mirbel, pittrice francese (n. 1796)

## Settembre(18)
- 3 settembre - Ernst von Feuchtersleben, scrittore austriaco (n. 1806)
- 4 settembre - Friedrich Laun, romanziere tedesco (n. 1770)
- 7 settembre - Mariano Paredes y Arrillaga, militare e politico messicano (n. 1797)
- 8 settembre - Andreas Gottschalk, rivoluzionario e medico tedesco (n. 1815)
- 9 settembre - Michail Pavlovič Romanov, nobile russo (n. 1798)
- 9 settembre - Carlo Zucchi, architetto, incisore e scenografo italiano (n. 1789)
- 10 settembre - Woldemar von Hanneken, generale prussiano (n. 1789)
- 13 settembre - Charles de Broglie, presbitero francese (n. 1765)
- 15 settembre - Carlo Bellosio, pittore italiano (n. 1801)
- 19 settembre - Dominique Papety, pittore francese (n. 1815)
- 20 settembre - Alexandre Edme, barone di Méchin, politico francese (n. 1772)
- 21 settembre - Manuel de Sarratea, politico e diplomatico argentino (n. 1774)
- 23 settembre - Juan Casacuberta, attore teatrale, ballerino e cantante argentino (n. 1798)
- 23 settembre - Robert Hibbert, imprenditore e filantropo giamaicano (n. 1769)
- 23 settembre - Miguel Estanislao Soler, generale e politico argentino (n. 1783)
- 25 settembre - Johann Strauss, compositore e direttore d'orchestra austriaco (n. 1804)
- 28 settembre - Giuseppe Onorio Marzuttini, teologo italiano (n. 1802)
- 29 settembre - Vincenzo Merighi, compositore e violoncellista italiano (n. 1795)

## Ottobre(20)
- 3 ottobre - Johann Philipp Neumann, fisico, bibliotecario e poeta austriaco (n. 1774)
- 3 ottobre - Nicola Petrini Zamboni, violinista, compositore e direttore d'orchestra italiano (n. 1785)
- 6 ottobre - Lajos Aulich, patriota ungherese (n. 1792)
- 6 ottobre - Lajos Batthyány, politico ungherese (n. 1807)
- 6 ottobre - Marie-Rose Durocher, religiosa canadese (n. 1811)
- 7 ottobre - Edgar Allan Poe, scrittore, poeta e critico letterario statunitense (n. 1809)
- 9 ottobre - William Townsend Aiton, botanico britannico (n. 1766)
- 10 ottobre - Wilhelm Frimann Koren Christie, politico norvegese (n. 1778)
- 13 ottobre - Pietro Anderloni, incisore e pittore italiano (n. 1785)
- 14 ottobre - Gabriele Laureani, presbitero, letterato e bibliotecario italiano (n. 1788)
- 15 ottobre - Giuseppe Borsato, pittore italiano (n. 1770)
- 17 ottobre - Fryderyk Chopin, compositore e pianista polacco (n. 1810)
- 22 ottobre - Emiliano Sarti, filologo, epigrafista e archeologo italiano (n. 1795)
- 25 ottobre - Boris Nikolaevič Jusupov, politico russo (n. 1794)
- 25 ottobre - Luigi Ottavio Serra, ammiraglio italiano (n. 1774)
- 26 ottobre - Ernest le Pelley (n. 1801)
- 28 ottobre - Johann Ernst Hoyos, generale austriaco (n. 1779)
- 29 ottobre - Alessandro Berrettini, vescovo cattolico italiano (n. 1765)
- 30 ottobre - Ekaterina Fëdorovna Barjatinskaja-Dolgorukova, nobildonna russa (n. 1769)
- 30 ottobre - William Keppel, IV conte di Albemarle, nobile e politico inglese (n. 1772)

## Novembre(14)
- 1º novembre - Giambattista Magistrini, matematico italiano (n. 1777)
- 3 novembre - Carlo Tommaso di Löwenstein-Wertheim-Rosenberg, nobile e ufficiale austriaco (n. 1783)
- 4 novembre - Karl Theodor Joseph von Gemmingen, nobile e politico tedesco (n. 1780)
- 12 novembre - Alexis-François Artaud de Montor, storico, diplomatico e traduttore francese (n. 1772)
- 13 novembre - Marie Manning, assassina svizzera (n. 1821)
- 14 novembre - Alessandro di Hohenlohe-Waldenburg-Schillingsfürst, arcivescovo cattolico e abate tedesco (n. 1794)
- 14 novembre - Wilhelm Daniel Joseph Koch, medico e botanico tedesco (n. 1771)
- 16 novembre - Étienne-Barthélémy Garnier, pittore francese (n. 1759)
- 21 novembre - François Marius Granet, pittore francese (n. 1775)
- 26 novembre - Julius Eduard Hitzig, scrittore tedesco (n. 1780)
- 26 novembre - Louis Milon, ballerino e coreografo francese (n. 1766)
- 27 novembre - Te Rauparaha, condottiero neozelandese (n. 1768)
- 28 novembre - Mario Giannuzzi, militare e politico italiano (n. 1775)
- 30 novembre - Giovanni Muzi, arcivescovo cattolico italiano (n. 1772)

## Dicembre(24)
- 2 dicembre - Adelaide di Sassonia-Meiningen, regina (n. 1792)
- 3 dicembre - Urânia Vanério, insegnante, traduttrice e scrittrice brasiliana (n. 1811)
- 4 dicembre - Georg Frederik Ursin, matematico danese (n. 1797)
- 7 dicembre - Delphine LaLaurie, serial killer statunitense (n. 1787)
- 10 dicembre - Henry Herbert, III conte di Carnarvon, nobile e politico inglese (n. 1800)
- 10 dicembre - Sebastiano Soldati, vescovo cattolico italiano (n. 1780)
- 12 dicembre - Marc Isambard Brunel, ingegnere francese (n. 1769)
- 12 dicembre - Giovanni Antonio Grassi, gesuita italiano (n. 1775)
- 13 dicembre - Johann Centurius Hoffmannsegg, botanico, entomologo e ornitologo tedesco (n. 1766)
- 14 dicembre - Conradin Kreutzer, compositore, musicista e direttore d'orchestra tedesco (n. 1780)
- 15 dicembre - Ferdinando Carlo Vittorio d'Austria-Este, militare austriaco (n. 1821)
- 16 dicembre - Maria Jacoba Ommeganck, pittrice fiamminga (n. 1760)
- 17 dicembre - Francesco Tubi, politico italiano (n. 1789)
- 18 dicembre - Melchiorre Missirini, letterato e biografo italiano (n. 1773)
- 20 dicembre - William Miller, teologo e filosofo statunitense (n. 1782)
- 23 dicembre - Maffeo Barberini Colonna di Sciarra, VII principe di Carbognano, nobile italiano (n. 1771)
- 24 dicembre - Gerolamo Montani, militare e politico italiano (n. 1774)
- 25 dicembre - Ernesto Costantino d'Assia-Philippsthal, nobile (n. 1771)
- 27 dicembre - Jacques-Laurent Agasse, pittore svizzero (n. 1767)
- 28 dicembre - Pietro Bianchi, architetto, ingegnere e archeologo svizzero (n. 1787)
- 28 dicembre - Antoine Chrysostome Quatremère de Quincy, teorico dell'architettura, politico e filosofo francese (n. 1755)
- 29 dicembre - Dionisio Aguado, chitarrista e compositore spagnolo (n. 1784)
- 29 dicembre - Giacomo Andrea Giacomini, medico e farmacologo italiano (n. 1796)
- 29 dicembre - Philipp Franz von Walther, chirurgo e oculista tedesco (n. 1782)

## Senza giorno specificato(22)
- Francisque Arban, pioniere dell'aviazione francese (n. 1815)
- Bernard Barton, poeta britannico (n. 1784)
- Luigi Antonio Calegari, compositore italiano (n. 1780)
- Filippo Calendi, pittore e incisore italiano
- José María Carreño, politico venezuelano (n. 1792)
- Pietro Cavagnari, politico italiano (n. 1769)
- Madame Thenard, attrice teatrale e cantante francese (n. 1757)
- Costache Conachi, poeta rumeno (n. 1777)
- János Damjanich, patriota ungherese (n. 1807)
- Giuseppe De Begnis, basso italiano (n. 1793)
- William Etty, pittore britannico (n. 1787)
- Domenico Figini, politico italiano (n. 1780)
- Quddús, persiano
- Samson Jakovlevič Makincev, generale (n. 1780)
- Romualdo Mascherpa, attore teatrale italiano (n. 1785)
- Andrea Luigi Mazzini, politico italiano (n. 1814)
- Vecchio Gufo, condottiero nativo americano (n. 1780)
- Joseph Cornelius O'Rourke, generale russo (n. 1772)
- Max Joseph Roemer, botanico tedesco (n. 1791)
- Carlo Serassi, musicista italiano (n. 1777)
- William Short, diplomatico e ambasciatore statunitense (n. 1759)
- Joseph von Werklein, militare e politico austriaco (n. 1777)